# Pikku Nissi
Pikku Nissi är en sjö i kommunen Kuusamo i landskapet Norra Österbotten i Finland. Arean är 44 hektar och strandlinjen är 3,94 kilometer lång. Sjön  ingår i Kems huvudavrinningsområde.   Den ligger omkring 200 kilometer nordöst om Uleåborg och omkring 690 kilometer norr om Helsingfors. 